# Gare de Revin
Gare de Revin vasútállomás Franciaországban, Revin településen.

## Vasútvonalak
Az állomást az alábbi vasútvonalak érintik:
- Soissons-Givet-vasútvonal

## Kapcsolódó állomások
A vasútállomáshoz az alábbi állomások vannak a legközelebb:
- Gare d’Anchamps
- Gare de Fumay